# ケイアイガーベラ
ケイアイガーベラは、日本の競走馬である。おもな勝ち鞍はプロキオンステークス（2010年）、カペラステークス（2011年）。

## 戦績
2008年11月8日、京都競馬場での新馬戦でデビューし、3番手から抜け出して2着のオシャベリコパに5馬身つける完勝でデビュー戦を飾る。騎乗した秋山真一郎は、新馬戦勝利の時点で重賞を獲れる馬だと確信していたという。3歳を迎え、3歳初戦で2勝目を挙げた後しばらくは足踏み状態が続いたものの、秋に3勝目を挙げて3歳戦を終える。
4歳初戦、2010年1月11日の1600万下山科ステークスに勝利してオープンクラスに上がったのち、3月13日阪神競馬場のオープン特別ポラリスステークスに出走し、2着セントラルコーストに5馬身差をつける圧勝で3連勝を達成。続く船橋競馬場の交流競走マリーンカップは慣れない環境に身を置いたせいでい気の悪さを見せ4着に敗れるが、態勢を立て直されて出走したプロキオンステークスは馬体が前走と比べて14キロも増え、また主戦の秋山の負傷により岩田康誠に手綱が替わったものの、レースでは大外枠からの逃げの戦法に出て最後の直線半ばで追い出されると、2着サマーウインドに4馬身差をつけ1分21秒8のコースレコードも引っ提げて重賞初制覇を成し遂げた。
秋に入り、手綱が秋山に戻って出走したエニフステークスでは2番手から楽に抜け出して、マリーンカップで先着を許したトーホウドルチェに5馬身差をつけて快勝し単勝1番人気に応える。しかし、続く武蔵野ステークスは出遅れもあり15着に敗れた。暮れのギャラクシーステークスでは巻き返し、好位追走から直線突き抜けてダノンカモンに2馬身半差をつけて快勝した。
2011年は根岸ステークスから始動したがセイクリムズンの8着に敗れ、フェブラリーステークスへの出走を断念する。次走は高知競馬場の交流重賞黒船賞への出走を予定していたが、3月11日に発生した東日本大震災の影響で開催中止となり、代わりに出走したポラリスステークスでは馬体重を16キロ減らし、56.5キロの斤量を背負うなど条件は良くなかったものの、勝ったダイショウジェットから鼻、首差の3着に踏みとどまる。連覇をかけて挑んだプロキオンステークスでは1番人気に支持され、レースは内からハナを奪い、最後の直線でリードを広げに掛かったがシルクフォーチュン、ダノンカモンに交わされ3着に敗れた。
秋を迎え、エニフステークスでも逃げたが最後の直線でダノンカモンに交わされ2着。この後JBCスプリントに登録されたが補欠3番手にとどまり出走せず、12月中山競馬場のカペラステークスに出走、2番人気に支持され、最後の直線で他馬を引き離し、2着ティアップワイルドに2馬身半の差をつけて1着となり、重賞2勝目を挙げた。表彰式直後、平田修調教師がオーナーサイドに「使うところもない」と引退を進言し、結果的にこれが引退レースとなった。
東京、中山と公営船橋へ計4度遠征した関東圏へのレース前日の輸送は食欲に影響するため苦手とされ。根岸ステークス出走時にはレースの約1週間前から美浦トレーニングセンターに滞在を試みたが敗れた。主戦の秋山は左回りのコースへの適性が「ダメ」なのではないかと述べている。結果的に、最後のカペラステークス以外の関東圏でのレースは結果が出なかった。

## 競走成績
| 年月日     | 競馬場 | 競走名        | 格       | 頭数 | オッズ （人気） | オッズ （人気） | 着順 | 騎手       | 斤量 | 距離（馬場）  | タイム （上り3F） | タイム 差 | 勝ち馬/（2着馬）       |
| ---------- | ------ | ------------- | -------- | ---- | --------------- | --------------- | ---- | ---------- | ---- | ------------- | ----------------- | --------- | ---------------------- |
| 2008.11.08 | 京都   | 2歳新馬       |          | 16   | 2.7             | （1人）         | 01着 | 秋山真一郎 | 54   | ダ1400m（重） | 1:25.5 (36.4)     | -0.8      | （オシャベリコパ）     |
| 2009.02.15 | 京都   | 3歳500万下    |          | 16   | 1.6             | （1人）         | 01着 | 秋山真一郎 | 54   | ダ1400m（稍） | 1:25.3 (37.0)     | -0.5      | （トウカイミステリー） |
| 0000.05.03 | 京都   | 端午S         | OP       | 15   | 9.1             | （4人）         | 10着 | 秋山真一郎 | 54   | ダ1800m（良） | 1:53.9 (40.0)     | -2.8      | シルクメビウス         |
| 0000.06.07 | 中京   | あじさいS     | 1000万下 | 12   | 9.0             | （4人）         | 06着 | 秋山真一郎 | 54   | 芝1200m（良） | 1:08.3 (34.8)     | -0.3      | レディルージュ         |
| 0000.07.05 | 阪神   | 皆生特別      | 1000万下 | 15   | 3.8             | （2人）         | 07着 | 福永祐一   | 52   | ダ1400m（良） | 1:24.7 (38.1)     | -1.0      | ショウサンウルル       |
| 0000.11.28 | 京都   | 3歳上1000万下 |          | 15   | 3.4             | （2人）         | 01着 | 秋山真一郎 | 54   | ダ1400m（良） | 1:23.5 (36.8)     | -0.3      | （タガノクリスエス）   |
| 2010.01.11 | 京都   | 山科S         | 1000万下 | 13   | 2.4             | （1人）         | 01着 | 秋山真一郎 | 54   | ダ1200m（良） | 1:11.3 (35.7)     | -0.0      | （スペシャルクイン）   |
| 0000.03.13 | 阪神   | ポラリスS     | OP       | 16   | 3.7             | （2人）         | 01着 | 秋山真一郎 | 52   | ダ1400m（稍） | 1:22.9 (36.8)     | -0.8      | （セントラルコースト） |
| 0000.04.14 | 船橋   | マリーンC     | JpnIII   | 13   | 2.6             | （2人）         | 04着 | 秋山真一郎 | 55   | ダ1600m（重） | 1:39.6 (38.1)     | -0.4      | トーホウドルチェ       |
| 0000.07.11 | 阪神   | プロキオンS   | GIII     | 16   | 7.7             | （4人）         | 01着 | 岩田康誠   | 54   | ダ1400m（稍） | 1:21.8 (35.3)     | -0.7      | （サマーウインド）     |
| 0000.09.20 | 阪神   | エニフS       | OP       | 11   | 1.3             | （1人）         | 01着 | 秋山真一郎 | 55   | ダ1400m（良） | 1:22.0 (35.4)     | -0.9      | （トーホウドルチェ）   |
| 0000.11.14 | 東京   | 武蔵野S       | GIII     | 16   | 2.6             | （1人）         | 15着 | 秋山真一郎 | 55   | ダ1600m（良） | 1:38.2 (37.1)     | -1.6      | グロリアスノア         |
| 0000.12.19 | 阪神   | ギャラクシーS | OP       | 16   | -1.8            | （1人）         | 01着 | 岩田康誠   | 56   | ダ1400m（良） | 1:22.5 (36.1)     | -0.4      | （ダノンカモン）       |
| 2011.01.30 | 東京   | 根岸S         | GIII     | 16   | -2.7            | （1人）         | 08着 | 秋山真一郎 | 55   | ダ1400m（良） | 1:24.6 (37.3)     | 1.6       | セイクリムズン         |
| 0000.03.14 | 高知   | 黒船賞        | JpnIII   | 12   |                 |                 |      | 秋山真一郎 | 55   | ダ1400m（良） | 開催中止          |           |                        |
| 0000.03.21 | 阪神   | ポラリスS     | OP       | 16   | 2.0             | （1人）         | 03着 | 秋山真一郎 | 56.5 | ダ1400m（不） | 1:22.1 (35.9)     | -0.0      | ダイショウジェット     |
| 0000.07.10 | 京都   | プロキオンS   | GIII     | 16   | 1.8             | （1人）         | 03着 | 秋山真一郎 | 55   | ダ1400m（良） | 1:22.7 (37.1)     | -0.6      | シルクフォーチュン     |
| 0000.09.19 | 阪神   | エニフS       | OP       | 10   | 2.0             | （1人）         | 02着 | 岩田康誠   | 57   | ダ1400m（良） | 1:23.9 (36.1)     | -0.2      | ダノンカモン           |
| 0000.12.11 | 中山   | カペラS       | GIII     | 15   | 3.9             | （2人）         | 01着 | 秋山真一郎 | 54   | ダ1200m（稍） | 1:09.1 (36.1)     | -0.4      | （ティアップワイルド） |

## 繁殖生活
2012年より生まれ故郷の隆栄牧場で繁殖牝馬となった。2015年に誕生した2番仔のケイアイノーテック（父・ディープインパクト）が2018年のNHKマイルカップを制している。また1番仔はカタールレーシングに購買されてフィアスインパクト（Fierce Impact）と命名され、当初はイギリスで走るもデビュー戦勝利の1勝にとどまり、オーストラリアに移ったのち2018年12月にはランドウィック競馬場のGIII重賞サマーカップで日本からの移籍馬サトノラーゼンを破って重賞制覇を成し遂げ、2019年10月のトゥーラックハンデキャップでG1初制覇を飾った。
|       | 生年   | 馬名                   | 性 | 毛色   | 父                 | 馬主                                       | 管理調教師                     | 戦績    | 主な勝利競走                                                                   | 供用           | 出典                 |
| ----- | ------ | ---------------------- | -- | ------ | ------------------ | ------------------------------------------ | ------------------------------ | ------- | ------------------------------------------------------------------------------ | -------------- | -------------------- |
| 初仔  | 2014年 | Fierce Impact          | 牡 | 鹿毛   | ディープインパクト | Qatar Racing Limited →Seymour Bloodstock他 | 英・D.M.Simcock →豪・M.C.Smith | 29戦6勝 | トゥーラックH（豪G1） カンタラステークス（豪G1） マカイビーディーヴァS（豪G1） | 種牡馬         | [ 25 ] [ 26 ] [ 27 ] |
| 2番仔 | 2015年 | ケイアイノーテック     | 牡 | 鹿毛   | ディープインパクト | 亀田和弘 →(株)ケイアイスタリオン           | 栗東・平田修 →豪・M.A.Smith    | 28戦3勝 | NHKマイルカップ                                                                | 種牡馬         | [ 28 ] [ 29 ]        |
| 3番仔 | 2016年 | クインズローズ         | 牝 | 栗毛   | ヘニーヒューズ     | 亀田和弘                                   | 栗東・平田修                   | 2戦0勝  |                                                                                | （引退）       | [ 30 ]               |
| 4番仔 | 2017年 | ケイアイリア           | 牡 | 栗毛   | ヘニーヒューズ     | 亀田和弘 →(株)ケイアイスタリオン           | 栗東・平田修                   | 7戦0勝  |                                                                                | （引退）       | [ 31 ]               |
| 5番仔 | 2018年 | ケイアイシェルビー     | 牡 | 鹿毛   | ディープインパクト | 亀田和弘 →(株)ケイアイスタリオン           | 栗東・平田修                   | 26戦4勝 |                                                                                | （現役）       | [ 32 ]               |
| 6番仔 | 2019年 | ケイアイセナ           | 牡 | 鹿毛   | ディープインパクト | 亀田和弘 →(株)ケイアイスタリオン           | 栗東・平田修                   | 16戦4勝 |                                                                                | （現役）       | [ 33 ]               |
| 7番仔 | 2022年 | ケイアイブイスリー     | 牡 | 栗毛   | ルヴァンスレーヴ   | 亀田和弘                                   | 栗東・平田修                   | 6戦0勝  |                                                                                | （デビュー前） | [ 34 ]               |
| 8番仔 | 2023年 | クインズナデシコ       | 牝 | 黒鹿毛 | シルバーステート   | 亀田和弘                                   | 栗東・平田修                   |         |                                                                                | （デビュー前） | [ 35 ]               |
| 9番仔 | 2024年 | ケイアイガーベラの2024 | 牡 | 黒鹿毛 | モーリス           |                                            |                                |         |                                                                                |                | [ 36 ]               |

- 2025年4月18日現在

## 血統表
| ケイアイガーベラの血統Mr. Prospector系      | ケイアイガーベラの血統Mr. Prospector系 | ケイアイガーベラの血統Mr. Prospector系 | （血統表の出典）             | （血統表の出典） |
| 父 Smarty Jones 2001 栗毛                   | 父の父Elusive Quality 1993             | Gone West                              | Mr. Prospector               | Mr. Prospector   |
| 父 Smarty Jones 2001 栗毛                   | 父の父Elusive Quality 1993             | Gone West                              | Secrettame                   |                  |
| 父 Smarty Jones 2001 栗毛                   | 父の父Elusive Quality 1993             | Touch of Greatness                     | Hero's Honor                 | Hero's Honor     |
| 父 Smarty Jones 2001 栗毛                   | 父の父Elusive Quality 1993             | Touch of Greatness                     | Ivory Wand                   |                  |
| 父 Smarty Jones 2001 栗毛                   | 父の母I'll Get Along 1992              | Smile                                  | In Reality                   | In Reality       |
| 父 Smarty Jones 2001 栗毛                   | 父の母I'll Get Along 1992              | Smile                                  | Sunny Smile                  |                  |
| 父 Smarty Jones 2001 栗毛                   | 父の母I'll Get Along 1992              | Dont Worry Bout Me                     | Foolish Pleasure             | Foolish Pleasure |
| 父 Smarty Jones 2001 栗毛                   | 父の母I'll Get Along 1992              | Dont Worry Bout Me                     | Stolen Base                  |                  |
| 母 *アンナステルツ Anna Sterz(米) 1996 鹿毛 | 母の父Danzig 1977                      | Northern Dancer                        | Nearctic                     | Nearctic         |
| 母 *アンナステルツ Anna Sterz(米) 1996 鹿毛 | 母の父Danzig 1977                      | Northern Dancer                        | Natalma                      |                  |
| 母 *アンナステルツ Anna Sterz(米) 1996 鹿毛 | 母の父Danzig 1977                      | Pas de Nom                             | Admiral's Voyage             | Admiral's Voyage |
| 母 *アンナステルツ Anna Sterz(米) 1996 鹿毛 | 母の父Danzig 1977                      | Pas de Nom                             | Petitioner                   |                  |
| 母 *アンナステルツ Anna Sterz(米) 1996 鹿毛 | 母の母Edge 1978                        | Damascus                               | Sword Dancer                 | Sword Dancer     |
| 母 *アンナステルツ Anna Sterz(米) 1996 鹿毛 | 母の母Edge 1978                        | Damascus                               | Kerala                       |                  |
| 母 *アンナステルツ Anna Sterz(米) 1996 鹿毛 | 母の母Edge 1978                        | Ponte Vecchio                          | Round Table                  | Round Table      |
| 母 *アンナステルツ Anna Sterz(米) 1996 鹿毛 | 母の母Edge 1978                        | Ponte Vecchio                          | Terentia FNo.                |                  |
| 母系(F-No.)                                 | アンナステルツ系(FN:9-e)               | アンナステルツ系(FN:9-e)               | アンナステルツ系(FN:9-e)     | [ § 2 ]          |
| 5代内の近親交配                             | Northern Dancer 15.63% 5 x 3           | Northern Dancer 15.63% 5 x 3           | Northern Dancer 15.63% 5 x 3 | [ § 3 ]          |
| 出典                                        | 1. 2. 3.                               | 1. 2. 3.                               | 1. 2. 3.                     | 1. 2. 3.         |